# Hyalurga flammicollis
Hyalurga flammicollis är en fjärilsart som beskrevs av Paul Dognin 1903. Hyalurga flammicollis ingår i släktet Hyalurga och familjen björnspinnare. Inga underarter finns listade i Catalogue of Life.